# Capcom Fighting All Stars
Capcom Fighting All Stars fue un videojuego de lucha 3D programado por Capcom, que iba a lanzarse primero en arcades, y posteriormente convertido a PlayStation 2. Era muy similar a otros títulos de lucha 3D como la saga Street Fighter EX o The King of Fighters: Maximum Impact, e iba a incluir luchadores nuevos exclusivos, además de otros extraídos de otros juegos de Capcom, como Street Fighter, Final Fight, Rival Schools y Strider. El juego fue presentado a principios del año 2003 en formato beta-tester, pero debido a la poca aceptación que tuvo entre los jugadores y la época de crisis por la que pasaba Capcom, el juego finalmente fue cancelado en agosto del mismo año, junto con otros juegos que tenían en desarrollo como Dead Phoenix o Red Dead Revolver (aunque este último fue rescatado por Rockstar Games).

## Luchadores conocidos
- Ryu (Street Fighter)
- Chun-Li (Street Fighter II)
- Álex (Street Fighter III)
- Charlie (Street Fighter Alpha)
- Strider Hiryu (Strider)
- Batsu (Rival Schools)
- Akira (Rival Schools)
- Mike Haggar (Final Fight)
- Poison (Final Fight)
- Akuma/Gouki (Super Street Fighter II Turbo)[2]
- Demitri Maximoff (Darkstalkers)[3]

## Luchadores exclusivos (Nuevos)
- D.D.
- Ingrid
- Rook/Luke
- Death (Jefe Final)

## Curiosidades
Aunque el juego fue cancelado, Capcom tomó la idea inicial para programar un juego de lucha 2D de corte muy similar titulado Capcom Fighting Evolution, que en Japón y Europa recibió el nombre de Capcom Fighting Jam, lanzado en Europa a principios de 2005 para las consolas PlayStation 2 y Xbox (esta última versión incluía modo en línea). Uno de los personajes que en principio iba a aparecer en Capcom Fighting All Stars, Ingrid, fue incluida en este título, además de ser incorporada en la versión de PSP del juego Street Fighter Alpha 3.